# Список полнометражных фильмов и спецвыпусков аниме «Покемон»

## Полнометражные фильмы
| Оригинальный сериал / Pocket Monsters (1997) | Оригинальный сериал / Pocket Monsters (1997) | Оригинальный сериал / Pocket Monsters (1997)                                 | Оригинальный сериал / Pocket Monsters (1997)                                                                      | Оригинальный сериал / Pocket Monsters (1997) |
| №                                            | Название | Дата премьеры                                                                | Описание |                                              |
| -------------------------------------------- | --- | ---------------------------------------------------------------------------- | --- | -------------------------------------------- |
| 1                                            | Покемон фильм первый: Мьюту против Мью Pokémon: The First Movie - Mewtwo Strikes Back ミュウツーの逆襲 —Mewtwo no Gyakushuu                         | 18 июля 1998 года (Япония) 12 ноября 1999 года (США)                         | В Японии вышел между 54 и 55 сериями. Однако хронологически происходит после 67 — «Showdown at the Po-ké Corral». |                                              |
| 2                                            | Покемон фильм 2000: Сила Избранного Pokémon the Movie 2000: The Power of One 幻のポケモン ルギア爆誕 —Maboroshi no Pokemon Lugia Bakutan            | 17 июля 1999 года (Япония) 21 июля 2000 года (США)                           | В Японии вышел между 106 и 107 сериями. Однако хронологически происходит после 107 — «Charizard Chills».          |                                              |
| 3                                            | Покемон 3: Заклятие Аноунов Pokémon 3: The Movie - Spell of the Unown: Entei 結晶塔の帝王 ＥＮＴＥＩ —Kesshoutou no Teiou Entei                     | 8 июля 2000 года (Япония) 6 апреля 2001 года (США) 8 июля 2001 года (Россия) | В Японии вышел между 157 и 158 сериями. Хронологически происходит после 157 (JJ39) — «Forest Grumps».             |                                              |
| 4                                            | Покемон 4 Навсегда: Селеби — Голос Леса Pokémon 4Ever - Celebi: The Voice of the Forest セレビィ 時を超えた遭遇 —Celebi Toki wo Koeta Deai          | 7 июля 2001 года (Япония) 11 октября 2002 года (США)                         | В Японии вышел между 207 и 208 сериями. Хронологически происходит после 207 (JLC48) — «The Kecleon Caper».        |                                              |
| 5                                            | Покемон 5 Герои: Латиос и Латиас Pokémon Heroes: Latios & Latias 水の都の護神 ラティアスとラティオス —Mizu no Miyako no Mamorigami Latias to Latios | 13 июля 2002 года (Япония) 16 мая 2003 года (США)                            | В Японии вышел между 258 и 259 сериями. Хронологически происходит после 258 (MQ46) — «Just Add Water».            |                                              |

| Новое поколение / Advanced Generation | Новое поколение / Advanced Generation | Новое поколение / Advanced Generation                                                | Новое поколение / Advanced Generation                                                                       | Новое поколение / Advanced Generation |
| №                                     | Название | Дата премьеры                                                                        | Описание |                                       |
| ------------------------------------- | --- | ------------------------------------------------------------------------------------ | --- | ------------------------------------- |
| 6                                     | Покемон: Джирачи — Исполнитель Желаний Pokémon: Jirachi: Wish Maker 七夜の願い星 ジラーチ —Nanayo no Negaiboshi Jirachi                              | 19 июля 2003 года (Япония) 1 июня 2004 года (США)                                    | В Японии вышел между AG34 и AG35. Хронологически происходит после AG34 (34) — «Having a Wailord of a Time». |                                       |
| 7                                     | Покемон: Судьба Деоксиса Pokémon: Destiny Deoxys 裂空の訪問者 デオキシス —Rekkuu no Houmonsha Deoxys                                                 | 17 июля 2004 года (Япония) 22 января 2005 года (США) 23 мая 2005 года (Россия)       | В Японии вышел между AG85 и AG86. Хронологически происходит после AG85 (45) — «Sky High Gym Battle!».       |                                       |
| 8                                     | Лукарио и тайна Мью Pokémon: Lucario and the Mystery of Mew ミュウと波導の勇者 ルカリオ —Mew to Hadou no Yuusha Lucario                              | 16 июля 2005 года (Япония) 19 сентября 2006 года (США) 14 февраля 2016 года (Россия) | В Японии вышел между AG134 и AG135. Хронологически происходит после AG134 (41) — «A Real Cleffa-Hanger».    |                                       |
| 9                                     | Покемон Рейнджер и храм моря Pokémon Ranger and the Temple of the Sea ポケモンレンジャーと蒼海の王子 マナフィ —Pokemon Ranger to Umi no Ouji Manaphy | 15 июля 2006 года (Япония) 23 марта 2007 года (США) 2 февраля 2017 года (Россия)     | В Японии вышел между AG183 (38) и AG184 (39).                                                               |                                       |

| Алмаз и Жемчуг / Diamond & Pearl | Алмаз и Жемчуг / Diamond & Pearl | Алмаз и Жемчуг / Diamond & Pearl                                        | Алмаз и Жемчуг / Diamond & Pearl                                                              | Алмаз и Жемчуг / Diamond & Pearl |
| №                                | Название | Дата премьеры                                                           | Описание                                                                                      |                                  |
| -------------------------------- | --- | ----------------------------------------------------------------------- | --------------------------------------------------------------------------------------------- | -------------------------------- |
| 10                               | Покемон: Восход Даркрая Pokémon: The Rise of Darkrai ディアルガVSパルキアVSダークライ —Dialga vs. Palkia vs. Darkrai                 | 14 июля 2007 года (Япония) 24 февраля 2008 года (США)                   | В Японии вышел между DP39 и DP40.                                                             |                                  |
| 11                               | Покемон: Гиратина и небесный воин Pokémon: Giratina and the Sky Warrior ギラティナと氷空の花束 —Giratina to Sora no Hanataba Sheimi  | 19 июля 2008 года (Япония) 13 февраля 2009 года (США) 2009 год (Россия) | В Японии вышел между DP86 (34) и DP87 (35).                                                   |                                  |
| 12                               | Покемон: Аркеус и Драгоценный Камень Жизни Pokémon: Arceus and the Jewel of Life アルセウス 超克の時空へ —Arceus Choukoku no Jikuu e | 18 июля 2009 года (Япония) 20 ноября 2009 года (США)                    | В Японии вышел между DP135 (30) и DP136 (31).                                                 |                                  |
| 13                               | Покемон — Зороарк: повелитель иллюзий Pokémon—Zoroark: Master of Illusions 幻影の覇者 ゾロアーク —Genei no Hasha Zoroark             | 10 июля 2010 года (Япония) 5 февраля 2011 года (США)                    | В Японии вышел между DP183 (26) и DP184 (27). Однако хронологически происходит до DP183 (26). |                                  |

| Чёрное и Белое / Best Wishes! | Чёрное и Белое / Best Wishes! | Чёрное и Белое / Best Wishes!                                                        | Чёрное и Белое / Best Wishes!                                                                                             | Чёрное и Белое / Best Wishes! |
| №                             | Название | Дата премьеры                                                                        | Описание |                               |
| ----------------------------- | --- | ------------------------------------------------------------------------------------ | --- | ----------------------------- |
| 14                            | Покемон Фильм: Белое — Виктини и Зекром White—Victini and Zekrom ビクティニと黒き英雄 ゼクロム —Victini to Kuroki Eiyuu Zekrom                                             | 16 июля 2011 года (Япония) 10 декабря 2011 года (США)                                | В Японии фильмы вышли между BW39 и BW40. Однако хронологически происходят до этих серий.                                  |                               |
| 14                            | Покемон Фильм: Чёрное — Виктини и Реширам Black—Victini and Reshiram ビクティニと白き英雄 レシラム —Victini to Shiroki Eiyuu Reshiram                                      | 16 июля 2011 года (Япония) 3 декабря 2011 года (США) 12 июля 2014 года (Россия)      | В Японии фильмы вышли между BW39 и BW40. Однако хронологически происходят до этих серий.                                  |                               |
| 15                            | Покемон Фильм: Кюрем против Мечника Справедливости Pokémon the Movie: Kyurem VS. The Sword of Justice キュレムVS聖剣士 ケルディオ —Kyurem vs. Seikenshi Keldeo             | 14 июля 2012 года (Япония) 8 декабря 2012 года (США) 20 сентября 2014 года (Россия)  | В Японии фильм вышел между BW87 (39) и BW88 (40). Однако хронологически происходит до этих серий.                         |                               |
| 16                            | Покемон Фильм: Дженесект и возрождённая легенда Pokémon the Movie: Genesect and the Legend Awakened 神速のゲノセクト ミュウツー覚醒 —Shinsoku no Genosect - Mewtwo Kakusei | 13 июля 2013 года (Япония) 19 октября 2013 года (США) 20 сентября 2014 года (Россия) | В Японии фильм вышел между BW133 (36) и BW134 (37). Однако хронологически происходит до этих серий не позднее BW123 (26). |                               |

| XY | XY | XY                                                                                 | XY | XY |
| №  | Название | Дата премьеры                                                                      | Описание |    |
| -- | --- | ---------------------------------------------------------------------------------- | --- | -- |
| 17 | Покемон Фильм: Дианси и Кокон Разрушения Pokémon the Movie: Diancie and the Cocoon of Destruction 破壊の繭とディアンシー —Hakai no Mayu to Diancie                  | 19 июля 2014 года (Япония) 8 ноября 2014 года (США) 17 мая 2015 года (Россия)      | В Японии фильм вышел между 835 (XY34) (XY35) и 836 (XY35) (XY36). Однако хронологически происходит после 838 (XY37) (XY38) — «Forging Forest Friendships!». |    |
| 18 | Покемон Фильм: Хуппа и вековое противостояние Pokémon the Movie: Hoopa and the Clash of Ages 光輪の超魔神 フーパ —Ring no Choumajin Hoopa                           | 18 июля 2015 года (Япония) 19 декабря 2015 года (США) 3 июля 2016 года (Россия)    | В Японии фильм вышел между XY81 (KQ33) и XY82 (KQ34). |    |
| 19 | Покемон Фильм: Вулканион и механическое чудо Pokémon the Movie: Volcanion and the Mechanical Marvel ボルケニオンと機巧のマギアナ —Volcanion to Karakuri no Magearna | 16 июля 2016 года (Япония) 5 декабря 2016 года (США) 19 августа 2017 года (Россия) | В Японии фильм вышел между XY126 (XY&Z33) и XY127 (XY&Z34). Однако хронологически происходит до этих серий.                                                 |    |

| Солнце и Луна / Sun & Moon | Солнце и Луна / Sun & Moon | Солнце и Луна / Sun & Moon                                                         | Солнце и Луна / Sun & Moon                                                                                             | Солнце и Луна / Sun & Moon |
| №                          | Название | Дата премьеры                                                                      | Описание |                            |
| -------------------------- | --- | ---------------------------------------------------------------------------------- | --- | -------------------------- |
| 20                         | Покемон-фильм: Я выбираю тебя! Pokémon the Movie: I Choose You! キミにきめた！ —Kimi ni Kimeta!                                                    | 15 июля 2017 года (Япония) 5 ноября 2017 года (США) 13 июня 2018 года (Россия)     | Является своего рода «ремейком» самого первого эпизода сериала, однако его действие установлено в альтернативном мире. |                            |
| 21                         | Покемон-фильм: Сила внутри нас Pokémon the Movie: The Power of Us みんなの物語 —Minna no Monogatari                                                | 13 июля 2018 года (Япония) 24 ноября 2018 года (США) 21 февраля 2019 года (Россия) | Действие установлено в альтернативном мире.                                                                            |                            |
| 22                         | Покемон: Мьюту наносит ответный удар — Эволюция Pokémon: Mewtwo Strikes Back - Evolution ミュウツーの逆襲 EVOLUTION —Mewtwo no Gyakushuu Evolution | 4 июля 2019 года (Япония) 27 февраля 2020 года (США) 27 февраля 2020 года (Россия) | Является ремейком первого фильма.                                                                                      |                            |

| Приключения / Pocket Monsters (2019) | Приключения / Pocket Monsters (2019)                                                 | Приключения / Pocket Monsters (2019)                            | Приключения / Pocket Monsters (2019)                                                                                              | Приключения / Pocket Monsters (2019) |
| №                                    | Название                                                                             | Дата премьеры                                                   | Описание |                                      |
| ------------------------------------ | ------------------------------------------------------------------------------------ | --------------------------------------------------------------- | --- | ------------------------------------ |
| 23                                   | Покемон-фильм: Секреты джунглей Pokémon the Movie - Secrets of the Jungle ココ —Coco | 25 декабря 2020 года (Япония) 8 октября 2021 года (США, Россия) | Действие установлено в альтернативном мире.                                                                                       |                                      |
| 24                                   | Покемон: Хроники Аркеуса Pokémon The Movie - The Arceus Chronicles                   | 23 сентября 2022 года (Япония, США)                             | Расследуя легенду о мифическом покемоне Аркеусе, Эш, Го и Доун раскрывают заговор команды Галактика, который угрожает всему миру. |                                      |

## Полнометражный игровой фильм
10 мая 2019 года вышел полнометражный игровой фильм «Покемон. Детектив Пикачу» режиссёра Роба Леттермана по одноимённой видеоигре. Это первый фильм с живыми актёрами по франшизе «Покемон». Главного героя картины, детектива Пикачу, озвучивает Райан Рейнольдс. Выход в широкий прокат в России состоялся 16 мая 2019 года.

## Спецвыпуски
Описание сокращений:

PC (Pokémon Chronicles) — американский сборник эпизодов, большинство которых первоначально вошло в японский «Pocket Monsters Side Stories».

HS (Pokemon Housoukyoku или Pocket Monsters Side Stories).

WV (Pikachu's Winter Vacation) — японские спецвыпуски. Всего вышло 3 спецвыпуска, в которые вошло в общем счете 7 эпизодов: в первом — WV1-2, во втором — WV{-2000}1-2 (WV3-4), в третьем — WV{-2001}1-3 (WV5-7).

PK (Pikachu short) — маленькие выпуски, большинство которых транслировалось перед полнометражными мультфильмами.

## Спецвыпуски, имеющие непосредственное отношение к фильмам
| 1 | Mewtwo Returns (Pocket Monsters: Mewtwo! I Am Here - MEWTWO SAGA) (ポケットモンスター ミュウツー！我ハココニ在リ — Mewtwo! Ware wa Koko ni Ari)        | 30 декабря 2000 года | 4 декабря 2001 года |
| В Японии вышел между 180(JLC21) «The Grass Route» и 181(JLC22) «The Apple Corp!». Является сиквелом первого фильма — Pokémon: The First Movie - Mewtwo Strikes Back. | |                      |                     |
| 16 | Mewtwo — Prologue to Awakening (Mewtwo: The Prologue to its Awakening) (ミュウツー ～覚醒への序章～ — Mewtwo - Kakusei e no Prologue)                  | 11 июля 2013 года    | 11 января 2014 года |
| Является прологом к 16 фильму — Pokémon the Movie: Genesect and the Legend Awakened.                                                                                 | |                      |                     |
| 17 | Pokémon: Diancie — Princess of the Diamond Domain (Diancie, Princess of the Ore Country) (鉱国のプリンセス ディアンシー — Koukoku no Princess Diancie) | 17 июля 2014 года    | 6 ноября 2014 года  |
| Является прологом к 17 фильму — Pokémon the Movie: Diancie and the Cocoon of Destruction.                                                                            | |                      |                     |
| 18 | (Хупа, беда покемонов)Hoopa — The Mischief Pokémon (The Mini Djinn Appears: Hoopa) (おでまし小魔神フーパ — Odemashi Ko Majin Hoopa)                    | 19 июня 2015 года    | 3 декабря 2015 года |
| Является прологом к 18 фильму — Pokémon the Movie: Hoopa and the Clash of Ages.                                                                                      | |                      |                     |

## Независимые спецвыпуски
| (Yadoking's Day) (ヤドキングのいちにち — Yadoking no Ichinichi) | 1 января 2000 года                                  | —                                                  |
| Сюжет повествует о жизни Слоукинга, который был показан во втором фильме — Pokémon the Movie 2000: The Power of One. В Японии выпуск вышел в один день с 130 серией — The Whistle Stop. |                                                     |                                                    |
| Trouble in Big Town (We are the Pichu Brothers - Balloon Disturbance) (ぼくたちピチューブラザーズ・風船騒動の巻 — Bokutachi Pichu Brothers: Fusen Sodo no Maki) | 22 декабря 2000 года                                | 14 октября 2006 года                               |
| В Японии вышел между 180 «The Grass Route» и 181 «The Apple Corp!». В США является 20 эпизодом американского сборника спецвыпусков Pokémon Chronicles. В Японии вошел в один большой выпуск «Pichu & Pikachu's Winter Vacation 2001» (ピチューとピカチュウのふゆやすみ2001 — Pikachu no Fuyuyasumi (2001)), как третий эпизод, вместе с 8 и 9 сериями Pikachu shorts. |                                                     |                                                    |
| The Legend of Thunder! (Pocket Monsters Crystal: Raikou - Legend of Thunder) (ポケットモンスタークリスタル ライコウ雷の伝説 — Pocket Monsters Crystal: Raikou Ikazuchi no Densetsu) | 30 декабря 2001 года                                | 3 июня 2006 (1 эп.) – 10 июня 2006 (2, 3 эп.) года |
| В Японии вышел между 232 «Hatching a Plan» и 233 «Dues and Don'ts». В США поделен на 3 эпизода, которые были включены в сборник спецвыпусков Pokémon Chronicles как первые три серии. |                                                     |                                                    |
| Pichu Bros. in Party Panic (We are the Pichu Brothers - The 'Great Party Uproar!' Chapter) (ぼくたちピチューブラザーズ・パーティはおおさわぎ！のまき — Bokutachi Pichu Brothers - Party wa Oosawagi! no Maki) | 18 июля 2003 года                                   | 1 декабря 2003 года                                |
| Серия являлась эксклюзивом для Pokémon Channel для Nintendo GameCube. |                                                     |                                                    |
| Pokémon: The Mastermind of Mirage Pokémon (The Terrifying Mirage Pokémon) (戦慄のミラージュポケモン — Senritsu no Mirage Pokemon) | 13 октября 2006 года                                | 29 апреля 2006 года                                |
| Показанный впервые в США шел между AG136 «The Symbol Life» и AG137 «Hooked on Onix». |                                                     |                                                    |
| Pokémon Ranger: Guardian Signs Part 1 and Part 2 (Pokémon Ranger: Traces of Light Part 1 and Part 2) (ポケモンレンジャー 光の軌跡 — Pokemon Ranger: Hikari no Kiseki) | 28 февраля 2010 (1 эп.) – 7 марта 2010 (2 эп.) года | 10 ноября 2010 года                                |
| Включает в себя два эпизода. В Японии первый эпизод выходил между DP165 и DP166, а второй между DP166 и DP167. |                                                     |                                                    |
| Hoopa's Surprise Ring Adventures (Hoopa's Appear Plan!!) (フーパのおでまし大作戦！！ — Hoopa no Odemashi Daisakusen!!) | 23 апреля 2015 – 28 мая 2015 года                   | —                                                  |
| Включает в себя 6 серий. |                                                     |                                                    |

## Pikachu short
| Pikachu's Vacation (Pikachu's Summer Vacation) (ピカチュウのなつやすみ — Pikachu no Natsuyasumi) | 18 июля 1998 года    | 10 ноября 1999 года  |
| Показан перед первым фильмом — Pokémon: The First Movie - Mewtwo Strikes Back. |                      |                      |
| Christmas Night (Let's Play on Christmas!) (クリスマスであそぼ！ — Christmas de asobo!) | 22 декабря 1998 года | 25 ноября 2006 года  |
| Вошел в один большой выпуск Pikachu's Winter Vacation (ピカチュウのふゆやすみ — Pikachu no Fuyuyasumi) как первый эпизод. Был показан между 77 «Round One - Begin!» и 78 «Fire and Ice», однако по хронологии он располагается либо до них, либо после. В США является 22 эпизодом американского сборника спецвыпусков Pokémon Chronicles. |                      |                      |
| Kanga Games (Let's Play in the Snow!) (雪であそぼ！ — Yuki de asobo!) | 22 декабря 1998 года | 25 ноября 2006 года  |
| Вошел в один большой выпуск Pikachu's Winter Vacation (ピカチュウのふゆやすみ — Pikachu no Fuyuyasumi) как второй эпизод. Был показан между 77 «Round One - Begin!» и 78 «Fire and Ice», однако по хронологии он располагается либо до них, либо после. В США является 22 эпизодом американского сборника спецвыпусков Pokémon Chronicles. |                      |                      |
| Pikachu's Rescue Adventure (The Pikachu Expedition) (ピカチュウたんけんたい — Pikachu Tankentai) | 17 июля 1999 года    | 21 июля 2000 года    |
| Показан перед вторым фильмом — Pokémon the Movie 2000: The Power of One. |                      |                      |
| Winter Games (Let's Play on the Ice!) (こおりであそぼ！ — Koori de asobo!) | 22 декабря 1999 года | 23 ноября 2004 года  |
| Вошел в один большой выпуск Pikachu's Winter Vacation 2000 (ピカチュウのふゆやすみ2000 — Pikachu no Fuyuyasumi (2000)) как первый эпизод. Был показан между 128 «The Chikorita Rescue» и 129 «Once in a Blue Moon». |                      |                      |
| Stantler's Little Helpers (Christmas Night) (クリスマスの夜 — Christmas no yoru) | 22 декабря 1999 года | 23 ноября 2004 года  |
| Вошел в один большой выпуск Pikachu's Winter Vacation 2000 (ピカチュウのふゆやすみ2000 — Pikachu no Fuyuyasumi (2000)) как второй эпизод. Был показан между 128 «The Chikorita Rescue» и 129 «Once in a Blue Moon». |                      |                      |
| Pikachu & Pichu (Pichu and Pikachu) (ピチューとピカチュウ — Pichu to Pikachu) | 8 июля 2000 года     | 6 апреля 2001 года   |
| Показан перед третьим фильмом — Pokémon 3: The Movie - Spell of the Unown: Entei. |                      |                      |
| Delibird's Dilemma (Delibird's Present) (デリバードのプレゼント — Delibird no Present) | 22 декабря 2000 года | 17 июня 2006 года    |
| Вошел в один большой выпуск Pichu & Pikachu's Winter Vacation 2001 (ピチューとピカチュウのふゆやすみ2001 — Pikachu no Fuyuyasumi (2001)) как первый эпизод. Был показан между 180 «The Grass Route» и 181 «The Apple Corp!». В США является 4 эпизодом американского сборника спецвыпусков Pokémon Chronicles.                             |                      |                      |
| Snorlax Snowman (White Story) (ホワイトストーリー — White Story) | 22 декабря 2000 года | 17 июня 2006 года    |
| Вошел в один большой выпуск Pichu & Pikachu's Winter Vacation 2001 (ピチューとピカチュウのふゆやすみ2001 — Pikachu no Fuyuyasumi (2001)) как второй эпизод. Был показан между 180 «The Grass Route» и 181 «The Apple Corp!». В США является 4 эпизодом американского сборника спецвыпусков Pokémon Chronicles.                             |                      |                      |
| Pikachu's PikaBoo (Pikachu's Exciting Hide-and-seek) (ピカチュウのドキドキかくれんぼ — Pikachu no Dokidoki Kakurenbo) | 7 июля 2001 года     | 18 марта 2003 года   |
| Показан перед четвертым фильмом — Pokémon 4Ever - Celebi: The Voice of the Forest. |                      |                      |
| Camp Pikachu (Pikapika Starry Sky Camp) (ピカピカ星空キャンプ — Pika Pika Hoshizora Camp) | 13 июля 2002 года    | 20 января 2004 года  |
| Показан перед пятым фильмом — Pokémon Heroes: Latios & Latias. |                      |                      |
| Gotta Dance! (Secret Base of the Dancing Pokémon) (おどるポケモンひみつ基地 — Odoru Pokemon Himitsu Kichi) | 19 июля 2003 года    | 1 июня 2004 года     |
| Показан перед шестым фильмом — Pokémon: Jirachi: Wish Maker. |                      |                      |
| (Pikachu's Summer Festival) (ピカチュウのなつまつり — Pikachu no Natsumatsuri) | 1 августа 2004 года  | —                    |
| Являлся эксклюзивом для рейсов японской авиакомпании ANA. Был показан между AG87 и AG88. |                      |                      |
| (Pokémon 3D Adventure: Find Mew!) (ポケモン３Ｄアドベンチャー ミュウを探せ！ — Pokemon 3D Adventure: Mew wo Sagase!) | 18 марта 2005 года   | —                    |
| Снимался с использованием технологий 3D, и вошел в серию 3D-эпизодов «Pokémon 3D Adventure». Был показан между AG119 и AG120. |                      |                      |
| (Pikachu's Ghost Carnival) (ピカチュウのおばけカーニバル — Pikachu no Obake Carnival) | 1 августа 2005 года  | —                    |
| Являлся эксклюзивом для рейсов японской авиакомпании ANA. Был показан между AG136 и AG137. |                      |                      |
| Pokémon 4D: Pikachu's Ocean Adventure (Pokémon 3D Adventure 2: Pikachu's Grand Ocean-Floor Adventure) (ポケモン3Dアドベンチャー2 ピカチュウの海底大冒険 — Pokemon 3D Adventure 2: Pikachu no Kaitei Daibouken) | 20 мая 2006 года     | 1 июля 2008 года     |
| Снимался с использованием 3D, и вошел в серию 3D-эпизодов «Pokémon 3D Adventure». Был показан между AG177 и AG178. |                      |                      |
| Pikachu's Island Adventure (Pikachu's Naughty Island) (ピカチュウのわんぱくアイランド — Pikachu no Wanpaku Island) | 1 августа 2006 года  | апрель 2007 года     |
| Являлся эксклюзивом для рейсов японской авиакомпании ANA. Был показан между AG185 и AG186. |                      |                      |
| (Pikachu's Exploration Club) (ピカチュウの探検クラブ — Pikachu Tanken Club) | 1 августа 2007 года  | —                    |
| Являлся эксклюзивом для рейсов японской авиакомпании ANA. Был показан между DP41 и DP42. |                      |                      |
| (Pikachu's Ice Adventure) (ピカチュウ 氷の大冒険 — Pikachu Koori no Daibouken) | 1 августа 2008 года  | —                    |
| Являлся эксклюзивом для рейсов японской авиакомпании ANA. Был показан между DP87 и DP88. |                      |                      |
| (Pikachu's Sparkle Search!) (ピカチュウのキラキラだいそうさく！ — Pikachu no Kirakira Daisousaku!) | 1 августа 2009 года  | —                    |
| Являлся эксклюзивом для рейсов японской авиакомпании ANA. Был показан между DP136 и DP137. |                      |                      |
| (Pikachu's Strange Wonder Adventure) (ピカチュウのふしぎなふしぎな大冒険 — Pikachu no Fushigi na Fushigi na Daibouken) | 1 августа 2010 года  | —                    |
| Являлся эксклюзивом для рейсов японской авиакомпании ANA. Был показан между DP185 и DP186, однако по хронологии он располагается либо до них, либо после. |                      |                      |
| (Pikachu's Summer Bridge Story) (ピカチュウのサマー・ブリッジ・ストーリー — Pikachu no Summer Bridge Story) | 1 августа 2011 года  | —                    |
| Являлся эксклюзивом для рейсов японской авиакомпании ANA. |                      |                      |
| (Sing Meloetta: Search for the Rinka Berries) (うたえメロエッタ リンカのみをさがせ — Utae Meloetta - Rinka no Mi wo Sagase!) | 3 июля 2012 года     | —                    |
| Шел на DVD в комплекте японского журнала. Вышел между BW86 и BW87, однако события в нем описываются до этих серий. |                      |                      |
| Meloetta's Moonlight Serenade (Meloetta's Dazzling Recital) (メロエッタのキラキラリサイタル — Meloetta no Kirakira Recital) | 14 июля 2012 года    | 15 февраля 2013 года |
| Показан перед 15 фильмом — Pokémon the Movie: Kyurem VS. The Sword of Justice. |                      |                      |
| Pokémon: Eevee & Friends (Pikachu and Eievui Friends) (ピカチュウとイーブイ☆フレンズ — Pikachu to Eievui Friends) | 13 июля 2013 года    | 6 декабря 2013 года  |
| Показан перед 16 фильмом — Pokémon the Movie: Genesect and the Legend Awakened. |                      |                      |
| Pokémon: Pikachu, What's This Key? (Pikachu, What's This Key For?) (ピカチュウ、これなんのカギ？ — Pikachu, Kore Nan no Kagi?) | 19 июля 2014 года    | 2 февраля 2015 года  |
| Показан перед 17 фильмом — Pokémon the Movie: Diancie and the Cocoon of Destruction. |                      |                      |
| Pokémon: Pikachu and the Pokémon Music Squad (Pikachu and the Pokémon Band) (ピカチュウとポケモンおんがくたい — Pikachu to Pokemon Ongakutai) | 18 июля 2015 года    | 21 декабря 2015 года |
| Показан перед 18 фильмом — Pokémon the Movie: Hoopa and the Clash of Ages. |                      |                      |

## Покемон: Хроники приключений / Pokemon Housoukyoku или Pocket Monsters Side Stories
| A Family That Battles Together Stays Together! (Takeshi! Save Nibi Gym!) (タケシ！ニビジムをすくえ！ — Takeshi! Nibi Gym wo Sukue!)                                          | 3 декабря 2002 года   | 24 июня 2006 года     |
| Был показан между AG2 и AG3. |                       |                       |
| Cerulean Blues (Revenge Match at Hanada Gym) (ハナダジムのリベンジマッチ — Hanada Gym no Revenge Match)                                                                      | 10 декабря 2002 года  | 24 июня 2006 года     |
| Был показан между AG3 и AG4. |                       |                       |
| We're No Angels! (Persevere! Look Forward, Rocket-dan) (がんばれ！前向きロケット団 — Ganbare! Maemuki Rocket-dan)                                                            | 17 декабря 2002 года  | 1 июля 2006 года      |
| Был показан между AG4 и AG5. |                       |                       |
| Showdown at the Oak Corral (Huge Battle at Okido Residence!!) (オーキド邸だいけっせん！！ — Okido Tei Dai Kessen!!)                                                          | 14 января 2003 года   | 8 июля 2006 года      |
| Был показан между AG7 и AG8. |                       |                       |
| The Blue Badge of Courage (Kasumi! Get the Blue Badge!!) (カスミ！ブルーバッジをゲットせよ！！ — Kasumi! Blue Badge wo getto seyo!!)                                         | 25 февраля 2003 года  | 22 июля 2006 года     |
| Был показан между AG13 и AG14. |                       |                       |
| Of Meowth and Pokémon (Part 1) (The Millennium Town Meetup) (出会いのミレニアムタウン — Deai no Millenium Town)                                                              | 4 марта 2003 года     | 7 октября 2006 года   |
| Был показан между AG14 и AG15. Однако, несмотря на этот эпизод, происходящий в Джото, Мяут появляется, когда должен находиться в Хоэнне.                                     |                       |                       |
| Of Meowth and Pokémon (Part 2) (Nyarth with a Part-Time Job!?) (アルバイトはたいへんニャース！？ — Arubaito ha taihen Nyarth!?)                                              | 4 марта 2003 года     | 7 октября 2006 года   |
| Был показан между AG14 и AG15. Однако, несмотря на этот эпизод, происходящий в Джото, Мяут появляется, когда должен находиться в Хоэнне.                                     |                       |                       |
| Oaknapped! (A Pokémon Dragnet! Search for Dr. Okido!!) (ポケモン捜査網！オーキド博士をさがせ！！ — Pokemon Sousamou! Okido-Hakase wo Sagase!!)                               | 8 апреля 2003 года    | 29 июля 2006 года     |
| Был показан между AG19 и AG20. |                       |                       |
| Big Meowth, Little Dreams (Part 1) (Calling on Mysterious Detective Nyarth!) (迷探偵ニャース参上！ — Mei tantei Nyarth sanjou!)                                              | 17 июня 2003 года     | 21 октября 2006 года  |
| Был показан между AG29 и AG30. Однако, несмотря на этот эпизод, происходящий в Джото, Мяут появляется, когда должен находиться в Хоэнне.                                     |                       |                       |
| Big Meowth, Little Dreams (Part 2) (Ruriri the Niece is a Great Nuisance?) (メイッコルリリは大迷惑？ — Meikko ruriri wa dai meiwaku?)                                        | 17 июня 2003 года     | 21 октября 2006 года  |
| Был показан между AG29 и AG30. Однако, несмотря на этот эпизод, происходящий в Джото, Мяут появляется, когда должен находиться в Хоэнне.                                     |                       |                       |
| A Date With Delcatty (Kasumi's Earnest Struggle! Life or Death!?) (カスミ真剣勝負！命かけます！？ — Kasumi Shinken Shoubu! Inochi kakemasu!?)                                | 2 сентября 2003 года  | 5 августа 2006 года   |
| Был показан между AG40 и AG41. |                       |                       |
| Training Daze (Rocket-dan: The Origin of Love and Youth) (ロケット団 愛と青春の原点 — Roketto-dan Ai to Seishun no Genten)                                                   | 30 сентября 2003 года | 19 августа 2006 года  |
| Был показан между AG44 и AG45. |                       |                       |
| Celebi and Joy! (Yet Another Legend of Celebi) (もうひとつのセレビィ伝説 — Mou hitotsu no Serebii Densetsu)                                                                  | 7 октября 2003 года   | 12 августа 2006 года  |
| Был показан между AG45 и AG46. |                       |                       |
| Journey to the Starting Line! (Masara Town, Pokémon Trainer's Journey Begins) (マサラタウン、ポケモントレーナーの旅立ち — Masara Town Pokémon Trainer no Tabidachi)          | 14 октября 2003 года  | 26 августа 2006 года  |
| Был показан между AG46 и AG47. |                       |                       |
| Putting the Air Back in Aerodactyl! (Pokémon Researcher Shigeru and Revival of Ptera) (ポケモン研究者シゲルと復活のプテラ — Pokémon Kenkyuusha Shigeru to Fukatsu no Putera) | 16 марта 2004 года    | 2 сентября 2006 года  |
| Был показан между AG67 и AG68. |                       |                       |
| Luvdisc is a Many Splendored Thing! (Kasumi and Lovecus! Love Battle!) (カスミとラブカス！ラブバトル！ — Kasumi to Lovecus! Love Battle!)                                    | 14 сентября 2004 года | 23 сентября 2006 года |
| Был показан между AG93 и AG94. |                       |                       |
| Those Darn Electabuzz! (Nanako and Lizardon! Super Hard Training of Flame!) (ナナコとリザードン！炎の猛特訓！ — Nanako to Lizardon! Honoo no Mou Tookun!)                    | 21 сентября 2004 года | 23 сентября 2006 года |
| Был показан между AG94 и AG95. |                       |                       |
| The Search for the Legend (The Heavenly Legend, Hiroshi and Fire!) (天駆ける伝説 ヒロシとファイヤー！ — Amakakeru Densetsu Hiroshi to Fire!)                                 | 28 сентября 2004 года | 30 сентября 2006 года |
| Был показан между AG95 и AG96. |                       |                       |

## Pokémon Mystery Dungeon
| Pokémon Mystery Dungeon: Team Go-Getters Out of the Gate! (Pokémon Mystery Dungeon: Setting Out: Pokémon Rescue Team Ganbarus!) (ポケモン不思議のダンジョン 出動ポケモン救助隊ガンバルズ！ — Pokemon Fushigi no Dungeon Shutsudo Pokemon Kyujotai Ganbarus!)                                             | 23 марта 2007        | 8 сентября 2006 года |
| Показанный впервые в США, вышел в один день с AG146. Является адаптацией игр Pokémon Mystery Dungeon: Red Rescue Team и Blue Rescue Team. |                      |                      |
| (Покемон: Таинственное подземелье — Исследователи времени и темноты)Pokémon Mystery Dungeon: Explorers of Time & Darkness (Pokémon Mystery Dungeon: Explorers of Time & Darkness) (ポケモン不思議のダンジョン 時の探検隊・闇の探検隊 — Pokemon Fushigi no Dungeon: Toki no Tankentai, Yami no Tankentai) | 9 сентября 2007 года | 17 августа 2008 года |
| Является адаптацией игр Pokémon Mystery Dungeon: Explorers of Time и Explorers of Darkness. |                      |                      |
| Pokémon Mystery Dungeon: Explorers of Sky - Beyond Time & Darkness (Pokémon Mystery Dungeon: Explorers of the Sky Expedition) (ポケモン不思議のダンジョン 空の探検隊 時と闇をめぐる 最後の冒険 — Pokemon Fushigi no Dungeon: Sora no Tankentai - Toki to Yami wo Meguru Saigo no Bouken)                 | 12 апреля 2009 года  | 9 октября 2009 года  |
| Является адаптацией игры Pokémon Mystery Dungeon: Explorers of Sky. |                      |                      |

## Planetarium specials
| Название | Дата премьеры в Японии |
| --- | ---------------------- |
| (Pocket Monsters Advanced Generation: Planetarium: Challenge from the Sky) (ポケットモンスターアドバンスジェネレーション プラネタリウム 天空からの挑戦) | 29 мая 2004 года       |
| (Pocket Monsters Diamond & Pearl: Get Together! Pokémon Planet Center) (ポケットモンスターダイヤモンドパール・あつまれ！ポケモンプラネットセンター)     | 3 июня 2006 года       |
| (Pocket Monsters Diamond & Pearl: Get Together! Pokémon Star Festival) (ポケットモンスターダイヤモンドパール・あつまれポケモン星まつり)                 | 31 мая 2008 года       |
| (Pocket Monsters Best Wishes!: Celestial Globe of Light and Shadow) (ポケットモンスター ベストウイッシュ 光と影のテンキュウギ)                          | 11 июня 2011 года      |
| (Покемон XY: Фрагменты небес)(Pocket Monsters XY: Celestial Debris) (ポケットモンスター ＸＹ 宇宙の破片 — Pokemon XY: Sora no Hahen)                    | 12 июля 2014 года      |
| (Pocket Monsters Sun & Moon: Planetarium) (ポケットモンスター サン＆ムーン プラネタリウム)                                                              | 10 сентября 2017 года  |

## Рекапы
| (Pocket Monsters, Fall Special!) (ポケットモンスター・秋のスペシャル！ — Pokemon: Aki no Special)    | 10 октября 1997 года  |
| Клип-рекап, покрывающий события оригинального сериала до 27 серии — Hypno's Naptime.                 |                       |
| (It's the New Year! Pocket Monsters Special!) (お正月だよ！ポケットモンスタースペシャル！ —)         | 1 января 1999 года    |
| Клип-рекап, покрывающий события оригинального сериала до 79 серии — The Fourth Round Rumble.         |                       |
| (Pocket Monsters TV Special: Masara Town Arc Recap) (マサラタウン編 総集編 — Masara Town-hen Recaps) | 29 сентября 2000 года |
| Клип-рекап, покрывающий события до 82 серии оригинального сериала, состоящий из трех серий.          |                       |

## Список всех спецвыпусков
| Японское название | Английское название                                                  |
| --- | -------------------------------------------------------------------- |
| アニメ ポケットモンスター問題検証報告 (Anime Poketto Monsutā Mondai Kenshō Hōkoku)                                                                      | N/A                                                                  |
| クリスマスであそぼ! (Kurisumasu de Asobo!) | "Christmas Night"                                                    |
| 雪であそぼ! (Yuki de Asobo!) | "Kanga Games"                                                        |
| こおりであそぼう (Kōri de Asobō) | "Winter Games"                                                       |
| クリスマスの夜 (Kurisumasu no Yoru) | "Stantler's Little Helpers"                                          |
| デリバードのプレゼント (Deribādo no Purezento) | "Delibird's Dilemma"                                                 |
| ホワイトストーリー ((Howaito Sutōrī)) | "Snorlax Snowman"                                                    |
| ぼくたちピチューブラザーズ·風船騒動 (Bokutachi Pichū Burazāzu – Fūsen Sōdō)                                                                             | "Trouble In Big Town"                                                |
| ヤドキングのいちにち (Yadokingu no Ichinichi) | N/A                                                                  |
| ミュウツー！我ハココニ在リ (Myūtsū! Ware wa Koko ni Ari)                                                                                                | "Mewtwo Returns"                                                     |
| ライコウ 雷の伝説 (Raikou – Ikazuchi no Densetsu) | "The Legend of Thunder Part 1"                                       |
| ライコウ 雷の伝説 (Raikou – Ikazuchi no Densetsu) | "The Legend of Thunder Part 2"                                       |
| ライコウ 雷の伝説 (Raikou – Ikazuchi no Densetsu) | "The Legend of Thunder Part 3"                                       |
| タケシ！ニビジムをすくえ! (Takeshi! Nibi Jimu wo Sukue!)                                                                                                | "A Family That Battles Together Stays Together!"                     |
| ハナダジムのリベンジマッチ! (Hanada Jimu no Ribenji Matchi!)                                                                                            | "Cerulean Blues"                                                     |
| がんばれ！前向きロケット団 (Ganbare! Maemuki Roketto-dan!)                                                                                              | "We're No Angels!"                                                   |
| オーキド邸だいけっせん!! (Ōkido-yashiki Daikessen!) | "Showdown At The Oak Corral"                                         |
| カスミ！ブルーバッジをゲットせよ! (Kasumi! Burū Bajji o Getto se yo!)                                                                                   | "The Blue Badge Of Courage"                                          |
| 迷探偵ニャース参上! (Meitantei Nyāsu Sanjō!) | "Big Meowth, Little Dreams"                                          |
| アルバイトはたいへんニャース!? (Arubaito wa Taihen Nyāsu!?)                                                                                             | "Piece'a Pizza Peace Pizzazz"                                        |
| ポケモン捜査網！オーキド博士をさがせ!! (Pokémon Sōsa! Ōkido-hakase o Sagase!!)                                                                          | "Oaknapped!"                                                         |
| 出会いのミレニアムタウン (Deai no Mireniamu Taun) | "Of Meowth And Pokémon"                                              |
| メイッコルリリは大迷惑? (Meikko Ruriri wa Daimeiwaku?)                                                                                                  | "A Little Skitty"                                                    |
| カスミ真剣勝負！命かけます!? (Kasumi Shinken Shōbu! Inochi Kakemasu!?)                                                                                  | "A Date With Delcatty"                                               |
| ロケット団 愛と青春の原点 (Roketto-dan Ai to Seishun no Genten)                                                                                         | "Training Daze"                                                      |
| もうひとつのセレビィ伝説 (Mō Hitotsu no Serebī Densetsu)                                                                                                | "Celebi And Joy!"                                                    |
| マサラタウン、ポケモントレーナーの旅立ち (Masara Taun, Pokémon Torēnā no Tabidachi!)                                                                    | "Journey To The Starting Line!"                                      |
| ポケモン研究者シゲルと復活のプテラ (Pokémon Kenkyūsha Shigeru to Fukkatsu no Putera)                                                                    | "Putting The Air Back In Aerodactyl!"                                |
| カスミとラブカス！ラブバトル! (Kasumi to Rabukasu! Rabu Batoru!)                                                                                        | "Luvdisc Is A Many-Splendored Thing!"                                |
| ナナコとリザードン！炎の猛特訓! (Nanako to Rizādon! Honō no Mōtokkun!)                                                                                  | "Those Darn Electabuzz!"                                             |
| 天駆ける伝説 ヒロシとファイヤー! (Amakakeru Densetsu Hiroshi to Faiyā!)                                                                                 | "The Search For The Legend"                                          |
| 戦慄のミラージュポケモン (Senritsu no Mirāju Pokémon)                                                                                                   | "The Mastermind of Mirage Pokémon"                                   |
| ポケモン不思議のダンジョン 出動ポケモン救助隊ガンバルズ! (Pokémon Fushigi no Danjon Shutsudō Pokémon Kyūjotai Ganbaruzu)                                | "Pokémon Mystery Dungeon: Team Go-Getters Out Of The Gate!"          |
| ポケモン不思議のダンジョン 時の探検隊·闇の探検隊 (Pokémon Fushigi no Danjon Toki no Tankentai – Yami no Tankentai)                                      | "Pokémon Mystery Dungeon: Explorers of Time & Darkness"              |
| ポケモン不思議のダンジョン 空の探検隊 ～時と闇をめぐる最後の冒険～ (Pokémon Fushigi no Danjon Sora no Tankentai ~Toki to Yami o Meguru Saigo no Bōken~) | "Pokémon Mystery Dungeon: Explorers of Sky Beyond Time and Darkness" |
| ポケモンレンジャー 光の軌跡 (Pokémon Renjā Hikari no Kiseki)                                                                                            | Pokémon Ranger: Tracks of Light (Part 1)                             |
| ポケモンレンジャー 光の軌跡 (Pokémon Renjā Hikari no Kiseki)                                                                                            | Pokémon Ranger: Tracks of Light (Part 2)                             |
| ヒカリ・新たなる旅立ち！／ニビジム・史上最大の危機！(Hikari – Aratanaru Tabidachi!/Nibi Jimu – Shijō Saidai no Kiki!)                                   | Dawn's New Journey!                                                  |
| ヒカリ・新たなる旅立ち！／ニビジム・史上最大の危機！(Hikari – Aratanaru Tabidachi!/Nibi Jimu – Shijō Saidai no Kiki!)                                   | Pewter Gym - The Biggest Crisis Ever                                 |
| | Pokémon Black 2 & White 2 - Introduction Movie                       |
| | Sing, Meloetta: Search for the Rinka Berries                         |
| | Pokémon Mystery Dungeon: Magnagate & The Infinite Labyrinth          |
| ミュウツー ～覚醒への序章（プロローグ）～ ("Myūtsū ~Kakusei e no Purorōgu~)                                                                             | Mewtwo — Prologue to Awakening                                       |
| ポケットモンスタ | Pokémon Origins (Part 1, 2, 3, 4)                                    |
| デントとタケシ！ギャラドスのげきりん！！ (Dento to Takeshi! Gyaradosu no Gekirin!!)                                                                     | Cilan and Brock! Gyarados' Outrage!!                                 |
| アイリスVSイブキ！ドラゴンマスターへの道！！ (Airisu Bui Esu Ibuki! Doragon Masutā e no Michi!!)                                                        | Iris VS Clair! The Road to Dragon Master!                            |
| 最強メガシンカ～ActⅠ～ (Saikyō Mega Shinka ~Act I~) | Pokemon: Mega Evolution Special I                                    |
| | Diancie Princess of the Diamond Domain                               |
| 最強メガシンカ～Act Ⅱ～ (Saikyō Mega Shinka ~Act II~)                                                                                                   | Pokémon: Mega Evolution Special II                                   |
| | Pokémon Omega Ruby & Alpha Sapphire Mega Special Animation           |
| 最強メガシンカ～Act Ⅲ～ (Saikyō Mega Shinka ~Act III~)                                                                                                  | Pokémon: Mega Evolution Special III                                  |
| | Hoopa’s Surprise Ring Adventures                                     |
| おでまし小魔神フーパ (O Demashi ko Majin Fūpa) | Hoopa, The Mischief Pokémon                                          |
| 最強メガシンカ～Act IV～ (Saikyō Mega Shinka ~Act IV~)                                                                                                  | Pokémon: Mega Evolution Special IV                                   |